# Малі Гадомці
Малі́ Гадомці — село в Україні, у Бердичівському районі Житомирської області. Населення становить 85 осіб.

## Географія
Через село тече річка Сингаївка, ліва притока Гуйви.

## Населення
Згідно з переписом УРСР 1989 року чисельність наявного населення села становила 170 осіб, з яких 70 чоловіків та 100 жінок.
За переписом населення України 2001 року в селі мешкало 118 осіб.

### Мова
Розподіл населення за рідною мовою за даними перепису 2001 року:
| Мова       | Відсоток |
| ---------- | -------- |
| українська | 99,12 %  |
| російська  | 0,88 %   |

## Відомі люди
Уродженцем села є Г. П. Петльований (1930—2013) — кандидат медичних наук, заслужений лікар України, почесний громадянин міста Миколаєва.
Абрамов Роман Вікторович (1986-2014) — герой російсько-української війни, загинув у боях за Савур-могилу.